# رود آپا
رود آپا رودی است که به رود پاراگوئه می‌ریزد. این رود از کشورهای پاراگوئه و برزیل می‌گذرد.